# Alekséi Antónovich de Brunswick
Alekséi Antónovich de Brunswick (Jolmogory, 27 de febrero de 1746 - Horsens, Dinamarca; 12/13 de octubre de 1787), hijo del príncipe Antonio Ulrico de Brunswick-Wolfenbuttel y de la princesa y Gran Duquesa Ana Leopóldovna de Mecklenburg-Schwerin. Hermano del zar Iván VI de Rusia.

## Primeros años
Nació en el año 1746, después de la disposición y encarcelación de su hermano Iván VI y de su familia, por la emperatriz Isabel I de Rusia. Prácticamente nunca conoció a su madre, ya que murió unos meses después de su alumbramiento.

## Encarcelamiento
Un golpe de Estado provocó la disposición de su hermano Iván VI, y llevó al trono a Isabel I, hija de Pedro I, el 6 de diciembre de 1741. Alekséi y su familia fueron encarcelados en la fortaleza de Dunamunde (actualmente en Riga) el 13 de diciembre, después de una previa detención en Riga, donde la nueva Emperatriz había decidido primero enviarlos a Brunswick.
Al igual que sus hermanos, era enfermo y sufrió de mala salud durante gran parte de su vida. Su hermana Catalina, además, se volvió sorda después de sufrir una caída durante el caos del golpe de la emperatriz Isabel.

## Liberación
Alekséi y sus tres hermanos sobrevivientes fueron puestos en libertad bajo la custodia de su tía, la reina viuda Juliana María de Brunswick-Wolfenbüttel, el 30 de junio de 1780, y se establecieron en Jutlandia. Allí vivieron bajo arresto domiciliario en Horsens por el resto de su vida bajo la tutela de Juliana y a expensas de su hermana Catalina. A pesar de que eran prisioneros, vivieron en relativa comodidad y retenían una pequeña "corte" de entre 40 y 50 personas, todas de Dinamarca.

## Muerte
Murió en el año 1787, a los 41 años de edad en Horsens, Dinamarca. 

## Ascendencia
| Alekséi Antónovich de Brunswick | Padre: Antonio Ulrico de Brunswick-Wolfenbuttel | Abuelo paterno: Fernando Alberto II de Brunswick-Wolfenbüttel | Bisabuelo paterno: Fernando Alberto I, duque de Brunswick-Lüneburg |
| Alekséi Antónovich de Brunswick | Padre: Antonio Ulrico de Brunswick-Wolfenbuttel | Abuelo paterno: Fernando Alberto II de Brunswick-Wolfenbüttel | Bisabuela paterna: Cristina de Hesse-Eschwege                      |
| Alekséi Antónovich de Brunswick | Padre: Antonio Ulrico de Brunswick-Wolfenbuttel | Abuela paterna: Antonieta Amalia de Brunswick-Wolfenbüttel    | Bisabuelo paterno: Luis Rodolfo de Brunswick-Luneburgo             |
| Alekséi Antónovich de Brunswick | Padre: Antonio Ulrico de Brunswick-Wolfenbuttel | Abuela paterna: Antonieta Amalia de Brunswick-Wolfenbüttel    | Bisabuela paterna: Cristina Luisa de Oettingen-Oettingen           |
| Alekséi Antónovich de Brunswick | Madre: Ana Leopóldovna de Mecklenburg-Schwerin  | Abuelo materno: Carlos Leopoldo de Mecklemburgo-Schwerin      | Bisabuelo materno: Federico de Mecklemburgo-Grabow,                |
| Alekséi Antónovich de Brunswick | Madre: Ana Leopóldovna de Mecklenburg-Schwerin  | Abuelo materno: Carlos Leopoldo de Mecklemburgo-Schwerin      | Bisabuela materna: Cristina de Hesse-Homburg                       |
| Alekséi Antónovich de Brunswick | Madre: Ana Leopóldovna de Mecklenburg-Schwerin  | Abuela materna: Catalina Ivanovna de Rusia                    | Bisabuelo materno: Iván V de Rusia                                 |
| Alekséi Antónovich de Brunswick | Madre: Ana Leopóldovna de Mecklenburg-Schwerin  | Abuela materna: Catalina Ivanovna de Rusia                    | Bisabuela materna: Praskovia Saltykova                             |